# Coteaux-sur-Loire
Coteaux-sur-Loire è un comune francese di 1 913 abitanti situato nel dipartimento dell'Indre e Loira nella regione del Centro-Valle della Loira.
È stato costituito il 1º gennaio 2017 dalla fusione dei comuni di Saint-Patrice, Ingrandes-de-Touraine e Saint-Michel-sur-Loire.

## Società

### Evoluzione demografica
Abitanti censiti